# Cuarto para las cuatro
Cuarta Producción (2001) con nueva integrante: Dulce y con nueva casa disquera: BMG dejando a EMI MUSIC Jeans saca al mercado el ansiado disco titulado: Cuarto Para Las Cuatro. Grabado en Madrid España; los temas fueron compuestos por el hermano de Paty, Alejandro Sirvent. El primer sencillo de este disco fue: "Entre Azul Y Buenas Noches", le siguió el tema "Corazón Confidente"  el cual llegó al primer lugar, en varias listas de popularidad además de "Azul", "Enamorada", "Nadie Me Entiende", "Así Me Gusta (That's The Way, I Like It)".

## Lista de canciones
1. Nadie me entiende
2. Azul
3. Mensajes en Botellas
4. Contigo a Muerte
5. El amor que está naciendo
6. Siempre amigas
7. Entre Azul y Buenas Noches
8. Enamorada
9. Nunca Olvides que te Quiero
10. Corazón Confidente
11. Mañana
12. Así Me Gusta (That's The Way, I Like It)

- Datos: Q5793310